# Ligne 3 du tramway d'Anvers
Pour les articles homonymes, voir Ligne 3.
La ligne 3 du tramway d'Anvers est une ligne de tramway  qui relie Merksem (P+R Merksem) à Melsele (P+R Melsele).

## Histoire
9 octobre 1902 : mise en service entre Anvers Groenplaats et la gare d'Anvers-Sud; traction électrique.
1903 : extension d'Anvers Groenplaats vers Anvers Middenstatie (actuelle gare d'Anvers-Central); attribution de l'indice 3.
1904 : extension d'Anvers Middenstatie vers Anvers Schijnpoort.
1906 : extension d'Anvers Schijnpoort vers Merksem Oude Bareel.
1931 : service de renfort 3bis entre Anvers Groenplaats et Anvers Schijnpoort.
1936 : fusion des lignes 3 et 4 (via l'itinéraire de la ligne 3 par la Lambermontplaats et la gare du Sud depuis la Groenplaats).
1945 : rétablissement des lignes 3 Anvers Sud - Merksem Oude Bareel et de la ligne 4; terminus du service 3bis déplacé de la Groenplaats à Suikerrui.
1965 : destruction de la gare d'Anvers-Sud pour les travaux de l'autoroute, le terminus est reporté de la gare d'Anvers-Sud à la Lambermontplaats.
31 mars 1972 : suppression de la section entre Anvers Central et la Groenplaats par la Keyserlei et Meir pour permettre les travaux du prémétro, terminus reporté à la boucle du Melkmart, maintien d'un service navette sous le même indice entre la Groenplaats et la Lambermontplaats.
30 décembre 1978 : suppression de la navette 3 entre la Groenplaats et la Lambermontplaats repris par la ligne 8.
1996 : mise en service du prémétro entre Anvers Central et Sport et déviation de la ligne par le prémétro avec abandon de l'itinéraire en surface entre la Carnotstraat et la Schijnpoort par les Kerkstraat et Pothoekstraat; prolongement de la ligne via le prémétro d'Anvers Central à Zwijndrecht.
État au 1er septembre 2019 : 3 Merksem P+R - Zwijndrecht P+R Melsele.

## Tracé et stations
La ligne 3 relie Merksem (au Nord-Est de l'agglomération) à la commune de Melsele (sur la rive gauche de l'Escaut) via le centre ville. La ligne emprunte le prémétro d'Anvers de la station Sport à la station Van Eeden.

### Les stations
|  |   |  | Station                   | Lat/Long                    | Commune     | Correspondances |
|  | - |  | ------------------------- | --------------------------- | ----------- | --- |
|  | O |  | P+R Merksem               | 51° 15′ 31″ N, 4° 27′ 47″ E | Anvers      | P+R |
|  | o |  | Ringlaan                  | 51° 15′ 15″ N, 4° 27′ 32″ E | Anvers      | Ligne 2 du tramway d'Anvers |
|  | o |  | Rerum Novarum             | 51° 15′ 05″ N, 4° 27′ 23″ E | Anvers      | Ligne 2 du tramway d'Anvers |
|  | o |  | Victor Roosens            | 51° 14′ 56″ N, 4° 27′ 15″ E | Anvers      | Ligne 2 du tramway d'Anvers |
|  | o |  | Oudebareel                | 51° 14′ 48″ N, 4° 27′ 02″ E | Anvers      | Ligne 2 du tramway d'Anvers |
|  | o |  | Barnkracht                | 51° 14′ 38″ N, 4° 26′ 38″ E | Anvers      | Ligne 2 du tramway d'Anvers |
|  | o |  | Burgemeester Nolf         | 51° 14′ 33″ N, 4° 26′ 28″ E | Anvers      | Ligne 2 du tramway d'Anvers |
|  | o |  | Gasthuishoeve             | 51° 14′ 19″ N, 4° 26′ 26″ E | Anvers      | Ligne 2 du tramway d'Anvers · Ligne 6 du tramway d'Anvers                                                                                             |
|  | o |  | Sport                     | 51° 13′ 49″ N, 4° 26′ 34″ E | Anvers      | Ligne 2 du tramway d'Anvers · Ligne 6 du tramway d'Anvers                                                                                             |
|  | o |  | Schijnpoort               | 51° 13′ 38″ N, 4° 26′ 20″ E | Anvers      | Ligne 2 du tramway d'Anvers · Ligne 5 du tramway d'Anvers · Ligne 6 du tramway d'Anvers · Ligne 12 du tramway d'Anvers                                |
|  | o |  | Handel                    | 51° 13′ 27″ N, 4° 25′ 55″ E | Anvers      | Ligne 2 du tramway d'Anvers · Ligne 5 du tramway d'Anvers · Ligne 6 du tramway d'Anvers                                                               |
|  | o |  | Elisabeth                 | 51° 13′ 22″ N, 4° 25′ 27″ E | Anvers      | Ligne 2 du tramway d'Anvers · Ligne 5 du tramway d'Anvers · Ligne 6 du tramway d'Anvers                                                               |
|  | o |  | Astrid - Centraal Station | 51° 13′ 08″ N, 4° 25′ 17″ E | Anvers      | SNCB |
|  | o |  | Opera                     | 51° 13′ 05″ N, 4° 24′ 56″ E | Anvers      | Ligne 1 du tramway d'Anvers · Ligne 5 du tramway d'Anvers · Ligne 9 du tramway d'Anvers · Ligne 10 du tramway d'Anvers · Ligne 15 du tramway d'Anvers |
|  | o |  | Meir                      | 51° 13′ 06″ N, 4° 24′ 24″ E | Anvers      | Ligne 4 du tramway d'Anvers · Ligne 5 du tramway d'Anvers · Ligne 7 du tramway d'Anvers · Ligne 9 du tramway d'Anvers · Ligne 15 du tramway d'Anvers  |
|  | o |  | Groenplaats               | 51° 13′ 07″ N, 4° 24′ 06″ E | Anvers      | Ligne 4 du tramway d'Anvers · Ligne 5 du tramway d'Anvers · Ligne 9 du tramway d'Anvers · Ligne 15 du tramway d'Anvers                                |
|  | o |  | Van Eeden                 | 51° 13′ 14″ N, 4° 23′ 11″ E | Anvers      | Ligne 5 du tramway d'Anvers · Ligne 9 du tramway d'Anvers · Ligne 15 du tramway d'Anvers                                                              |
|  | o |  | Halewijn                  | 51° 13′ 13″ N, 4° 22′ 46″ E | Anvers      | Ligne 5 du tramway d'Anvers · Ligne 9 du tramway d'Anvers · Ligne 15 du tramway d'Anvers                                                              |
|  | o |  | A. Van Cauwelaert         | 51° 13′ 13″ N, 4° 22′ 30″ E | Anvers      | Ligne 5 du tramway d'Anvers · Ligne 9 du tramway d'Anvers · Ligne 15 du tramway d'Anvers                                                              |
|  | o |  | Sporthal                  | 51° 13′ 12″ N, 4° 22′ 05″ E | Anvers      | Ligne 5 du tramway d'Anvers · Ligne 9 du tramway d'Anvers · Ligne 15 du tramway d'Anvers                                                              |
|  | o |  | Regatta                   | 51° 13′ 12″ N, 4° 21′ 46″ E | Anvers      | Ligne 5 du tramway d'Anvers · Ligne 9 du tramway d'Anvers · Ligne 15 du tramway d'Anvers                                                              |
|  | o |  | P+R Linkeroever           | 51° 13′ 11″ N, 4° 21′ 01″ E | Anvers      | P+R |
|  | o |  | Verbrandendijk            | 51° 13′ 11″ N, 4° 20′ 29″ E | Zwijndrecht | |
|  | o |  | Van Goey                  | 51° 13′ 10″ N, 4° 19′ 59″ E | Zwijndrecht | |
|  | o |  | Dorp                      | 51° 13′ 10″ N, 4° 19′ 32″ E | Zwijndrecht | |
|  | o |  | Hof ter Rijen             | 51° 13′ 09″ N, 4° 19′ 07″ E | Zwijndrecht | |
|  | O |  | P+R Melsele               | 51° 13′ 09″ N, 4° 18′ 19″ E | Melsele     | P+R |

## Exploitation de la ligne
La ligne 3 est exploitée par De Lijn. Ses 14,5 km sont parcourus en 40 minutes.

### Fréquence
La ligne 3 a une fréquence d'un tram toutes les dix minutes en journée, et d'un tram toutes les vingt minutes en soirée.

### Matériel roulant
La ligne est exploitée à l'aide de rames Bombardier Hermelijn et Bombardier Flexity Albatros courtes et longues.